# Elysburg
Elysburg és una concentració de població designada pel cens dels Estats Units a l'estat de Pennsilvània. Segons el cens del 2000 tenia 2.067 habitants.

## Demografia
Segons el cens del 2000, Elysburg tenia 2.067 habitants, 855 habitatges, i 593 famílies. La densitat de població era de 273,3 habitants per quilòmetre quadrat.
Dels 855 habitatges en un 29,9% hi vivien nens de menys de 18 anys, en un 60,5% hi vivien parelles casades, en un 8% dones solteres, i en un 30,6% no eren unitats familiars. En el 28% dels habitatges hi vivien persones soles el 15,6% de les quals corresponia a persones de 65 anys o més que vivien soles. El nombre mitjà de persones vivint en cada habitatge era de 2,35 i el nombre mitjà de persones que vivien en cada família era de 2,86.
Per edats la població es repartia de la següent manera: un 22,4% tenia menys de 18 anys, un 4% entre 18 i 24, un 24,8% entre 25 i 44, un 25,7% de 45 a 60 i un 23,1% 65 anys o més.
L'edat mediana era de 44 anys. Per cada 100 dones de 18 o més anys hi havia 84,7 homes.
La renda mediana per habitatge era de 37.167 $ i la renda mediana per família de 56.815 $. Els homes tenien una renda mediana de 45.507 $ mentre que les dones 31.985 $. La renda per capita de la població era de 20.897 $. Entorn del 4,6% de les famílies i el 9% de la població estaven per davall del llindar de pobresa.

## Poblacions més properes
El següent diagrama mostra les poblacions més properes.